# Habib Yagouta
Habib Yagouta (arabe : حبيب ياقوتة), né le 27 janvier 1959 à Tunis et décédé le 16 avril 2017, est un handballeur international tunisien évoluant au poste de gardien de but.

## Biographie
Il entame sa carrière sportive à l'Association sportive des PTT Tunis, où il gravit rapidement les échelons. Junior, il remporte la coupe de Tunisie et fait partie de l'équipe nationale. En 1978, il rejoint les rangs des seniors et, l'année suivante, se voit sélectionné en équipe de Tunisie, remportant durant sa première année le championnat d'Afrique.
Les grands clubs de la capitale s'intéressent à lui mais, à l'époque, les règlements ne permettent les mutations des joueurs sans l'accord de leurs clubs que dans le cas d'un changement de résidence à plus de cinquante kilomètres. L'Étoile sportive du Sahel, qui cherche à constituer une équipe compétitive, saute sur l'occasion que lui fournit un travail à la Société tunisienne d'industrie automobile et l'engage. Sous la direction de Sayed Ayari, l'équipe présidée par Hamed Karoui et le chef de section Moncef Hamdane obtient la seconde place du classement.
Toutefois, deux ans après, il fait le chemin inverse en passant à l'Espérance sportive de Tunis en contrepartie d'un travail dans une agence de voitures. Il remporte plusieurs titres et devient le premier gardien de l'équipe de Tunisie pendant seize ans, ce jusqu'à sa retraite internationale en 1995. Il continue à jouer dans son club jusqu'en 1996.

## Palmarès
- Championnat de Tunisie : 1982, 1983, 1984, 1985, 1991, 1992, 1993, 1995
- Coupe de Tunisie : 1982, 1983, 1984, 1985, 1986, 1992, 1993, 1994, 1995

## Carrière internationale
Il fait partie de l'équipe nationale tunisienne de 1979 à 1995.
Championnat d'Afrique des nations
- : Médaille d'or en 1979, 1994
- : Médaille d'argent en 1992
- : Médaille de bronze en 1981, 1983, 1985, 1987, 1989 et 1991

Championnat du monde
- 13e place en 1995

Autres compétitions
- : Médaille d'or au championnat arabe des nations (coupe de Palestine) en 1986
- : Médaille d'or aux Jeux panarabes en 1985
- : Médaille d'or au championnat maghrébin des nations en  1983